# 좌선

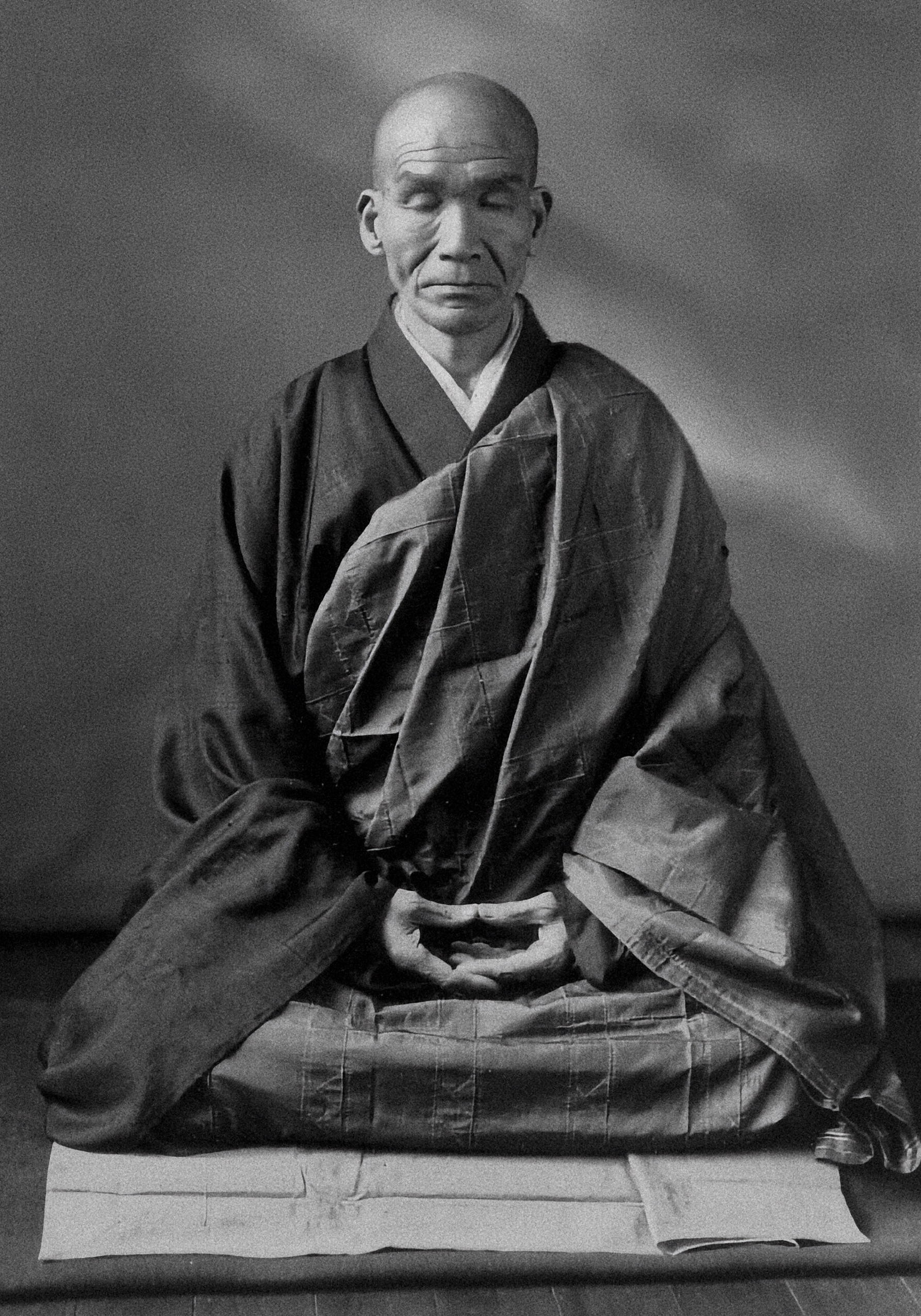

좌선(坐禪)은 불교의 수행법 중 하나이다. "좌(坐)"는 한어(漢語)이며, "선(禪)"은 산스크리트어 디야나(dhyana)를 음에 따라 번역한 것, 혹은 속어(俗語)의 자나(jhana)를 음에 따라 번역한 것으로, 선나(禪那)라고도 하며 사유수(思惟修) 또는 정려(靜慮)라고도 불린다. 따라서 좌선은 한어와 산스크리트어의 두 언어로 된 낱말로, 두 발을 꼬고 앉아(結跏趺坐) 정신을 집중하고 조용히 사색하는 수행법이다.
좌선은 인도의 종교인들이 예로부터 행하여 온 수행법으로, 고타마 붓다는 이를 받아들여 스스로 보리수 밑에 단좌(端坐: 위의를 갖추고 앉는 것)하여 깨달음을 성취("성도 · 成道")하였으며, 그 직후에도 7일 동안 계속하여 보리수 밑에서 단좌사유(端坐思惟)하였다고 한다.
좌선은 불교의 가장 기본적인 수행법으로 3학(三學) · 6도(六道)의 하나이다. 특히 좌선을 중요시하는 선종(禪宗)에서는 좌선을 교법 중의 일부로 보지 않고, 불법의 총부(總府)이며, 일체의 불교는 좌(坐)의 일행(一行)에 집약되며, 행주좌와(行住坐臥)의 행동 하나하나가 바로 선(禪) 자체라고 주장하고, 좌선만이 안락(安樂)의 법문(法門)이라고 강조하고 있다.
좌선은 현대 심리학이나 의학 면에서도 주목되며, 좌선 중에 있는 선승(禪僧)의 뇌파(腦波)는 수면에 든 사람의 뇌파와 같으면서도 자극에 대해서는 항상 신선한 반응을 보이고 있음이 실증되고 있다.

## 같이 보기
- 선종
- 디야나
- 삼매 · 사마디
- 화두 · 공안

## 참고 문헌
- 이 문서에는 다음커뮤니케이션(현 카카오)에서 GFDL 또는 CC-SA 라이선스로 배포한 글로벌 세계대백과사전의 내용을 기초로 작성된 글이 포함되어 있습니다.